# Bösendorfer
A Bösendorfer zongoragyárat Ignaz Bösendorfer (1794–1859) 1828. július 25-én alapította Bécsben. A császárvárost ekkor már a zenekultúra fővárosaként tartották számon, ahol közel 150 zongorakészítő mester működött.

## Története
Ignaz Bösendorfer 1794-ben született Bécsben, ácsmester gyermekeként. A Szépművészeti Akadémián tanult, majd nagy zenei és technikai képességeinek köszönhetően, 19 évesen a jól ismert zongorakészítőhöz, Joseph Brodmanhoz küldték tanoncnak. 1828-ban 500 gulden tőkével átvette Brodman műhelyét.
Bösendorfer hozzálátott kézi készítésű zongoráinak folyamatos javításához. Elsődleges törekvése volt, hogy megőrizze a bécsi hangszerek karakterét, ami a lágy, gazdag hangú húrok mellett a hangzáserő fokozása volt. Ehhez sokkal stabilabb, masszívabb konstrukcióra és erősebb húrokra volt szükség. A Bösendorfer-zongorák telt, dallamos, hosszan tartó hangzása és erőteljes basszus-tartománya a céget fémjelezte a következő 180 évben.
Ebben az időszakban ismerkedett meg a fiatal zseni, Liszt Ferenc a bécsi zongorák dallamos hangzásával. Mint sok más zeneszerző és zongoraművész, ő is a rendkívüli minőségre esküdött fel. Ekkoriban a legtöbb zongorát még fatőkével és fakerettel készítették, amelyek nem voltak képesek kitartani Liszt igencsak erőteljes játéka alatt úgy, mint a Bösendorferek! Ekkor jegyezte le: „A Bösendorfer tökéletessége éri el a legmagasabb elvárásaimat…”, s egy életen át maradt kapcsolatban ezzel a márkával a zongoragyárak nagy családjából.

## Külső hivatkozások
- L. Bösendorfer Klavierfabrik GmbH
- BosendorferImperial.com – site about the Imperial pianos, the CEUS system, with complete audio files of songs, images etc.